# Silvi
Silvi (auch: Città di Silvi) ist eine italienische Gemeinde mit 15.455 Einwohnern (Stand 31. Dezember 2023) in der Provinz Teramo in der Region Abruzzen.

## Geographie
Die Stadt ist eine Agglomeration mehrerer Orte, von denen die bedeutendsten sind:
- Silvi Alta in den Vorbergen der Abruzzen
- Silvi Marina an der Küste der Adria

Silvi Alta (auch Silvi Paese) ist eine kleine, auf einem Hügel liegende Stadt mit vielen mittelalterlichen Bauelementen. Besonders hervorzuheben ist die kleine, erst auf den zweiten Blick als romanische Kirche ersichtliche Hauptkirche. Die befestigte Siedlung Silvi Alta entstand, um sich besser gegen Übergriffe von Piraten und anderen Angreifen zu schützen, die die Bevölkerung im Mittelalter bedrohten.
Silvi Marina liegt an der Küste und ist der ehemalige Strand und Fischereiort, der zur Oberstadt gehörte.
Heute ist Silvi Marina erheblich größer als das mittelalterliche Silvi Alta. Im Ortszentrum finden sich einige stattliche Villen, die dem Augenschein nach um die Jahrhundertwende (19./20. Jahrhundert) entstanden sein dürften.

## Regelmäßige Veranstaltungen
Jährlich Ende April bzw. Anfang Mai ist Silvi seit 2013 der Start- und Zielpunkt des mehrtägigen Radrennens „Race Across Italy“.

## Weinbau
In der Gemeinde wird die Rebsorte Montepulciano für den DOC-Wein Montepulciano d’Abruzzo angebaut.